# 布鲁斯·M·S·坎贝尔
布鲁斯·M·S·坎贝尔（1949年6月11日—）是一位英国历史学家，贝尔法斯特女王大学教授，专攻经济史特别是中世纪经济史，2009年当选英國國家學術院院士，主要作品有《大转型：中世纪晚期的气候、疾病、社会与现代世界的形成》（The Great Transition：Climate, Disease and Society in the Late-Medieval World）等。